# Тюприха
Тюприха — деревня в Тарногском районе Вологодской области. Ранее носило название Лохта
Входит в состав Заборского сельского поселения, с точки зрения административно-территориального деления — центр Лохотского сельсовета.

## География
Расстояние до районного центра Тарногского Городка по автодороге — 24 км, до центра муниципального образования Красного по прямой — 9 км. Ближайшие населённые пункты — Конашевская, Плошиловская, Терентьевская, Будринская, Михалиха.

## Население
По переписи 2002 года население — 131 человек (62 мужчины, 69 женщин). Преобладающая национальность — русские (98 %).

## Известные уроженцы
Епископ Иоанн (Кротиров)